# Molley Corner
Molley Corner är en bergstopp i Antarktis. Den ligger i Västantarktis. Argentina, Chile och Storbritannien gör anspråk på området.
Terrängen runt Molley Corner är platt åt sydost, men åt nordväst är den kuperad. Havet är nära Molley Corner söderut. Trakten är obefolkad. Det finns inga samhällen i närheten.